# Профілометр

Принцип роботи профілометра контактного типу: тримач (1) з алмазною голкою (2), переміщається горизонтально (3) із забезпеченням контакту голки з вимірюваною поверхнею (5). Відслідковуючи профіль голка разом з тримачем зазнає переміщення у перпендикулярному до поверхні напрямі (4). Зелена лінія (6), що описується голкою характерзує профіль поверхні.

Профілометр (від фр. profil — обрис і грецького — вимірюю) — прилад, яким визначають розмір нерівностей (шорсткість) обробленої поверхні деталей. 
Електродинамічний профілометр складається з алмазної голки, що переміщаючись по поверхні зазнає коливань перпендикулярно до контрольованої поверхні відслідковуючи нерівності на ній, і датчика на базі індуктивного, ємнісного чи п'єзоелектричного перетворювача, який перетворює коливання голки на відповідні значення електричного сигналу, що подається на електровимірювальний прилад. Типовий профілометр має шкалу, з якої і зчитуються значення шорсткості поверхні. Таким профілометром можна вимірювати плоскі, циліндричні завнішні і циліндричні внутрішні поверхні при діаметрі не менше 6 мм. Є також оптичні профілометри, що відтворюють у збільшеному масштабі профіль поверхні на екрані, інтерфренційні тривимірні та лазерні скануючі, що дозволяють будувати дво- та тривимірне зображення поверхні, отримувати кількісні характеристики рельєфу поверхні, спостерігати інтерференційні картини, проводити металографічні дослідження.
Більшість сучасних профілометрів можуть записувати профілограму завдяки чому вони ще мають назву профілографи. 
Профілометри, що працюють за щуповим методом можуть вимірювати висоту нерівностей в діапазоні від 0,125 до 20 мкм. Сучасні оптичні (інтерференційні та лазерні) профілометри забезпечують чутливість до зміни профілю поверхні до 1 нм. 
Профілометри випускаються стаціонарного і переносного типів. Профілометри застосовують головним чином у машинобудуванні для контролю параметрів шорсткості у цехових або лабораторних умовах. Визначення параметрів шорсткості поверхні проводиться за системою середньої лінії згідно з номенклатурою і діапазонами значень, передбаченими ГОСТ 2789-73.